# L7 (альбом)
L7 — дебютный студийный альбом рок-группы из Лос-Анджелеса L7, выпущенный в 1988 году на лейбле Epitaph Records.

## Об альбоме
Во время записи стиль группы ещё не стал окончательным — «грязный» саунд, далёкий от фирменного звучания L7.

## Список композиций
1. «Bite the Wax Tadpole» (Gardner) — 2:16
2. «Cat-O'-Nine-Tails» (Gardner) — 2:12
3. «Metal Stampede» (Sparks) — 2:25
4. «Let’s Rock Tonight» (Gardner, Sparks) — 3:12
5. «Uncle Bob» (L Seven, Sparks) — 6:32
6. «Snake Handler» (Gardner) — 2:29
7. «Runnin' From the Law» (Gardner, Sparks) — 3:10
8. «Cool Out» (Sparks) — 2:54
9. «It’s Not You» (Gardner) — 1:45
10. «I Drink» (L Seven, Sparks) — 2:55
11. «Ms. 45» (L Seven, Sparks) — 2:40

## Участники записи
- Донита Спаркс (Donita Sparks) — вокал, гитара
- Сьюзи Гарднер (Suzi Gardner) — гитара, вокал
- Дженнифер Финч (Jennifer Finch) — бас
- Рой Котски (Roy Koutsky) — барабаны